# IIFA Award/Bestes Make-up
Die Gewinner des IIFA Best Make-up Award waren:
| Jahr | Gewinner                                   | Film                         | Deutscher Titel                             |
| ---- | ------------------------------------------ | ---------------------------- | ------------------------------------------- |
| 2000 | Jayanti Shevale                            | Hum Saath-Saath Hain         | Hum Saath-Saath Hain: We Stand United       |
| 2001 |                                            |                              |                                             |
| 2002 | Mickey Contractor                          | Kabhi Khushi Kabhie Gham     | In guten wie in schweren Tagen              |
| 2003 | Arun Pillai, Jaywant Parab, Pradeep Nahate | Devdas                       | Devdas – Flamme unserer Liebe               |
| 2004 | Mickey Contractor                          | Kal Ho Naa Ho                | Lebe und denke nicht an morgen              |
| 2005 | Anil Pimpriker                             | Veer-Zaara                   | Veer und Zaara – Die Legende einer Liebe    |
| 2006 | Vidyadhar Bhatte                           | Parineeta: The Married Woman | Parineeta – Das Mädchen aus Nachbars Garten |
| 2007 | G. A. James                                | Dhoom: 2                     | Dhoom 2 – Back in Action                    |